# Baia di Couzens
La baia di Couzens è una baia ricoperta di ghiaccio e larga circa 15 km, situata sulla costa di Shackleton, nella quale si insinua verso ovest per circa 24 km, nella parte sud-occidentale della Dipendenza di Ross, in Antartide. La baia, la cui bocca si estende da punta Senia, a nord, a capo Goldschmidt, a sud, costeggia la parte meridionale della penisola Nicholson ed è completamente ricoperta dai ghiacci della barriera di Ross.

## Storia
La baia di Couzens è stata così battezzata dai membri della spedizione neozelandese di esplorazione antartica svolta nel periodo 1960-61 in onore del tenente Thomas Couzens, dell'aeronautica militare neozelandese, che, il 29 novembre 1959, trovò la morte cadendo in un crepaccio in un incidente avvenuto nei pressi di capo Selborne.